# Tour de Għajn Tuffieħa
La tour de Għajn Tuffieħa (maltais : Torri t'Għajn Tuffieħa) est une petite tour de guet érigée à Għajn Tuffieħa, dans le conseil local de Mġarr, à Malte. Elle fut achevée en 1637, la deuxième parmi les dix tours Lascaris commandées par le grand maître de l'ordre de Saint-Jean de Jérusalem, Jean-Paul de Lascaris-Castellar. La tour est en grande partie intacte bien qu'elle soit menacée par l'érosion côtière et ait été endommagée lors d'une tempête en 2023.

## Histoire
La tour de Għajn Tuffieħa a été construite en 1637 sur les falaises surplombant la baie de Għajn Tuffieħa, près de Mellieħa et de Mġarr, sur la côte nord-ouest de Malte. Elle est en vue de deux autres tours, celle de Lippija et celle de Nadur.
Conçue par l'architecte italien Vincenzo Maculani, elle est presque identique à la tour de Lippija : elle présente un plan carré et deux étages surmontés d'un toit plat avec parapet. Chaque étage comprend une seule pièce, et l'accès à l'étage supérieur se faisait à l'origine par une échelle en bois.
La tour de Għajn Tuffieħa a été construite sur le site d'un poste de guet médiéval. Elle était à l'origine armée d'un canon d'une ½ livre et sa garnison se composait d'un capitaine et de trois hommes, rémunérés par l'Università, les autorités gouvernementales en charge de Malte à l'époque.

## Etat actuel
La tour était en mauvais état jusqu'à sa restauration en 2000 avec le soutien du directeur des projets publics et de Din l-Art Ħelwa. En 2012, des vandales ont tagué des graffitis sur deux côtés de la tour ; ceux-ci ont été effacés depuis.
La tour a continué d'être rénovée par la Fondation Gaia et a été ouverte au public en 2013 à l'occasion de l'inauguration d'un jardin de la paix abritant plus de 20 espèces de plantes indigènes. La Fondation Gaia ne serait plus active et, en 2023, aucune entité n'était responsable de l'entretien de la tour.
La tour est menacée par l'érosion côtière, et des fissures sont visibles sur les falaises sur lesquelles elle est construite. Le terrain peut être dangereux pour les randonneurs, car des personnes ont perdu la vie sur les rochers à proximité immédiate de la tour.
Dans la nuit du 9 au 10 février 2023, la tour a été endommagée par le cyclone Hélios. Une partie de sa maçonnerie s'est effondrée sous les vents violents et les fortes pluies, laissant un trou dans la partie supérieure de la tour.